# Liste der Wappen im Bezirk Eferding
Die Liste der Wappen im Bezirk Eferding zeigt die Wappen der Gemeinden im oberösterreichischen Bezirk Eferding.

## Wappen der Städte, Marktgemeinden und Gemeinden

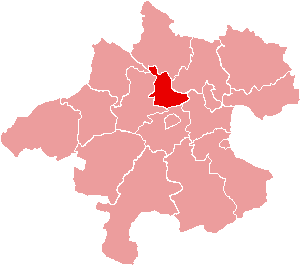
Lage in Oberösterreich
Gemeinde Alkoven Von Rot und Blau durch einen silbernen Wellenpfahl gespalten; überdeckt von einem silbernen Morgenstern und einer silbernen Hellebarde mit goldenen, schräggekreuzten Stielen.
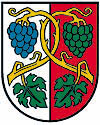
Marktgemeinde Aschach an der Donau Von Silber und Rot gespalten, überdeckt von zwei naturfarbenen (gelbbraunen), kreuzweise doppelt verschlungenen Rebhölzern mit einer hängenden, blauen Traube in der vorderen, einer grünen Traube in der hinteren und je einem grünen Blatt in jeder Hälfte.
Stadt Eferding Gespalten von Silber und Rot; in gewechselten Farben eine durchgehende Zinnenmauer mit zwei Schießscharten, Rundbogentor mit hochgezogenem Fallgitter und zinnenbewehrtem Turm mit zwei halbrunden Fensteröffnungen.
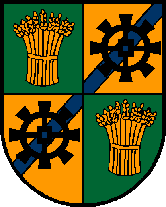
Gemeinde Fraham Geviert von Grün und Gold; 1 und 4 eine goldene Getreidegarbe, zwei und drei eine blaue, linke Schrägleiste, überdeckt durch ein schwarzes Mühlrad.
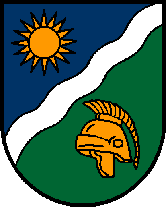
Gemeinde Haibach ob der Donau Durch einen silbernen Wellenbalken schräglinks geteilt; oben in Blau eine goldene Strahlensonne, unten in Grün ein goldener Römerhelm.
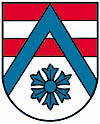
Gemeinde Hartkirchen Geteilt; oben in Rot ein silberner Balken, unten in Silber eine blaue Kornblume, eingeschaltet von einem blauen, aufgelegten Sparren.
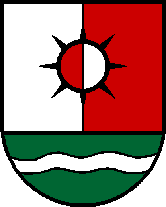
Gemeinde Hinzenbach Erniedrigt geteilt; oben gespalten von Silber und Rot mit einer außen mit schwarzen Spitzen besteckten Scheibe in gewechselten Farben, unten in Grün eine silberne Wellenleiste.
Marktgemeinde Prambachkirchen In Silber ein roter Schräglinksbalken, darüber schräglinks ein blauer Turnierkragen.
Gemeinde Pupping In Grün über einem silbernen Zwillings-Wellenbalken eine goldene, mit einem grünen, lateinischen Kreuz bestickte Mitra; zwischen deren goldenen, nach beiden Seiten herabhängenden Bändern ein goldenes, schräglinks gestelltes Beil.
Gemeinde Scharten In Gold über einem roten Dreiberg eine grüne Balkenwaage mit Aufhängehaken und gleichstehenden Schalen.
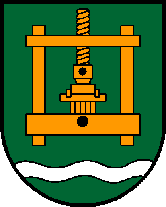
Marktgemeinde St. Marienkirchen an der Polsenz In Grün über einer silbernen Wellenleiste im Schildfuß eine goldene Spindel-Mostpresse.
Gemeinde Stroheim Von Rot und Silber geviert mit einem Malteserkreuz in gewechselten Farben.